# Авеню Святого Миколая
Авеню Святого Миколая (англ. St. Nicholas Avenue) — головна вулиця, яка проходить похило з півночі на південь через кілька кварталів між 111-ю та 193-ю вулицями в Нью-Йоркському боро Мангеттен. Маршрут, який слідує курсу, який є набагато старшим, ніж Генеральний план Мангеттена 1811 року, проходить через околиці Гарлема, Гамільтон-Гайтс і Вашингтон-Гайтс. Вважається, що він пролягає по старій індіанській стежці, яка стала важливою дорогою в 17 столітті між голландським поселенням Новий Амстердам і британськими колоніями Нової Англії. У постколоніальну епоху він став західним кінцем Бостонської поштової дороги. Дорога стала вулицею, коли в Гарлемі почали будувати житлові будинки під час його швидкого зростання міста після закінчення Громадянської війни в США.
Авеню Святого Миколая служить кордоном між західною стороною Гарлема та центральним Гарлемом. Лінія восьмої авеню IND Нью-Йоркського метрополітену (поїзди A, B, C і D) проходить під авеню Святого Миколая на північ від 121-ї вулиці аж до 168-ї вулиці, і її іноді називають лінією авеню Святого Миколая.

## Історія
Стверджується, що ця вулиця пролягає старовинною індіанською стежкою під назвою Віккваескік. З перших колоніальних днів до 19 століття він був відомий як Гарлем Лейн. Мандрівники використовували його для пересування між Нью-Йорком і північними районами, такими як Спуйтен Дуйвіль і Кінгсбридж.
Проспект Святого Миколая названий на честь Святого Миколая Мирлікійського, покровителя Нового Амстердама з голландських часів.